# Славе Наумов
Славе Наумов Нечев (Славейков), известен като Чавчето, е български революционер войвода на Вътрешната македонска революционна организация.

## Биография
Роден е през 1896 година в ресенското село Янковец, тогава в Османската империя, днес в Северна Македония. Завършва прогимназия. След Първата световна война Наумов е войвода на чета в Ресенско.
Участва като делегат от Ресенското благотворително братство в обединителния конгрес на Македонската федеративна организация и Съюза на македонските емигрантски организации от януари 1923 година.
След убийството на Александър Протогеров през 1928 година е на страната на Иван Михайлов. Участва в убийството на Максим Стрезов.
През 1934 година предлага на Иван Михайлов да организира контрапреврат срещу деветнадесетомайците, но последния му забранява това. След Деветосептемврийския преврат от 1944 година е интерниран от комунистическата власт, но впоследствие освободен. Според Пандо Младенов Нечев не е убит, защото по време на Горноджумайските събития е спасил Лев Главинчев и Тома Трайков от смърт.
Умира през 1982 година.